# Heugueville-sur-Sienne
Heugueville-sur-Sienne település Franciaországban, Manche megyében. Lakosainak száma 462 fő (2022. január 1.). Heugueville-sur-Sienne Tourville-sur-Sienne, Bricqueville-la-Blouette és Orval-sur-Sienne községekkel határos.

## Népesség
A település népességének változása:
| Lakosok száma | 467  | 500  | 476  | 543  | 541  | 540  | 552  | 499  | 473  | 462  |
|               | 1968 | 1982 | 1990 | 2006 | 2013 | 2015 | 2017 | 2019 | 2020 | 2022 |